# Гершфельд, Альфред Давидович
Альфре́д Дави́дович Ге́ршфельд (род. 17 ноября 1937, Тирасполь, Молдавская АССР) — молдавский и американский дирижёр, скрипач и композитор. Заслуженный артист Молдавской ССР (1977).

## Биография
Альфред Гершфельд родился в Тирасполе в потомственной музыкальной семье. Получил домашнее музыкальное образование. После возвращения из эвакуации жил в Кишинёве, где окончил специальную музыкальную школу-десятилетку имени Е. Коки и Кишинёвскую государственную консерваторию, основателем и директором которых был его отец — видный молдавский композитор Давид Григорьевич Гершфельд, и где преподавал его дед — музыкальный педагог, композитор Григорий Исаакович Гершфельд. После консерватории окончил также Музыкальное училище им. Гнесиных в Москве по классу дирижёрского искусства и скрипки.
По возвращении в Молдавию становится дирижёром Молдавского государственного филармонического оркестра, а затем — главным дирижёром Молдавского театра оперы и балета, где он работал до своего отъезда в США в 1990 году. В 1988 году Альфред Гершфельд на базе Органного зала в Кишинёве основал и возглавил Молдавский национальный камерный оркестр.
С середины 1990-х годов — профессор дирижёрского искусства в New World School of The Arts в Майами, художественный руководитель и главный дирижёр основанного им в 1992 году симфонического оркестра и хора острова Анны Марии во Флориде, художественный руководитель малого симфонического оркестра Lake Placid Sinfonietta в Лейк-Плэсиде (штат Нью-Йорк). В качестве приглашённого дирижёра выступал с симфоническим оркестром Академии музыки и танца в Иерусалиме, Московским государственным симфоническим оркестром, оркестром Большого театра, Национальным симфоническим оркестром Молдовы и несколькими коллективами в США. Автор детской оперы «Карлсон, который живёт на крыше», поставленной Молдавским театром оперы и балета в 1988 году; постановка английского варианта оперы — «Karlsson-on-the-Roof» — была осуществлена оперным театром Сарасоты (штат Флорида) в 1992 году.